# Jean Roba
Jean Roba, noto anche con lo pseudonimo di Roba (Schaerbeek, 28 luglio 1930 – Schaerbeek, 14 giugno 2006), è stato un fumettista belga. È meglio conosciuto come l'autore della serie Boule et Bill, sebbene abbia prodotto molte altre opere.

## Biografia

### I primi anni di vita
Jean Roba nasce a Bruxelles nel 1930. All'età di dieci anni frequenta i corsi serali dell'École des Arts Décoratifs di Molenbeek. Lì apprende materie come "decorazione e design di moda". Durante la guerra, legge il settimanale di fumetti Bravo!,  i suoi disegni sono inizialmente influenzati da Michel Debout e Jean Dratz. A quindici anni lascia la scuola. Viene assunto come apprendista in un'azienda produttrice di vetrate, ma rinuncia perché soffre di vertigini. Prima di dedicarsi al fumetto, ha lavorato in altre arti come l'incisione, la stampa, il ritocco fotografico e poi l'illustrazione pubblicitaria all'età di 16 anni, professione nella quale è diventato responsabile di uno studio di design dopo aver completato il servizio militare nel 1952. In precedenza, aveva anche seguito una formazione in decorazione d'interni e design.
Franquin lo introdusse al Journal de Spirou. Dal 1957 in poi, Roba ha contribuito alla rivista, in particolare con tre episodi di Belles histoires de l'Oncle Paul e con un racconto, Tiou, le petit Sioux. Contribuì anche con tre racconti a Spirou et Fantasio.

### Boule e Bill
Alla fine del 1959, con la partecipazione di Maurice Rosy, crea Boule et Bill, un bambino e il suo cane. Jean Roba amava i cocker spaniel. Ha tratto Bill dal proprio cocker spaniel e Boule dal proprio figlio.
La serie è apparsa per la prima volta come una "mini-storia" intitolata Boule et les mini-requins, un supplemento della rivista Spirou sotto forma di mini-album che si poteva ritagliare e assemblare da soli. L'anno successivo, la serie continuò sotto forma di racconti e gag.
La serie Boule et Bill, da un'angolazione "tenera e ironica ", ritrae la felicità di una piccola famiglia in cui la poesia si armonizza con la routine quotidiana: le cince blu si divertono insieme a Bill, il cocker spaniel. Nel 1987, Roba si unisce a Dargaud, che pubblica quattro volumi della serie.La serie ha avuto un grande successo ed è stata tradotta in più di venti lingue, raggiungendo oltre 25.000.000 di lettori. Roba ha conquistato i lettori con il suo umorismo e la sua grafica arrotondata e di facile lettura,. Molti libri di testo della scuola primaria pubblicano esercizi didattici basati sulle battute di Boule et Bill.
Nel 2012 è stato realizzato un film in live action scritto e diretto da Alexandre Charlot e Franck Magnier, con Marina Foïs e Franck Dubosc nel ruolo dei genitori di Boule e Charles Crombez in quello di Boule. La vedova di Roba e l'illustratrice della serie, Laurent Verron, visitarono il set del film.
Allo stesso tempo, Jean Roba ha dato vita ad altri eroi, come Pomme nel 1962.

### Spirou e Fantasio
Dal 1959 al 1960, Roba collabora con Franquin disegnando gli sfondi di tre episodi di Spirou et Fantasio: Spirou et les Hommes-bulles, Tembo Tabou e Les Petits Formats.

### La Ribambelle
Dal 1962 al 1981 ha animato La Ribambelle per otto storie, in collaborazione con Vicq, Yvan Delporte, Maurice Tillieux e Jidéhem. Questa serie racconta le avventure di sei bambini: Phil, Grenadine, Dizzy, Archibald, Atchi e Atcha, negli episodi:
- La Ribambelle gagne du terrain;
- La Ribambelle en Écosse;
- La Ribambelle s'envole;
- La Ribambelle engage du monde;
- La Ribambelle au bassin;
- La Ribambelle aux Galopingos;
- La Ribambelle enquête;
- La Ribambelle contre-attaque.

### Gli ultimi anni
Affetto da poliartrite alla mano, Jean Roba si ritira nel 2003, lasciando che Boule et Bill continui sotto la penna di Laurent Verron, che è stato suo assistente dal 1986 al 1989.
Era molto richiesto per il suo talento di disegnatore, ma anche per l'originalità dei suoi scenari umoristici.
Boule et Bill è stato adattato per la prima volta come cartone animato per la televisione nel 1975, seguito da un secondo, trasmesso su TF1 all'inizio degli anni 2000.
L'artista è morto all'età di 75 anni; i suoi funerali si sono svolti il 21 giugno 2006 nella chiesa di Notre-Dame de Lourdes, a Jette, dove aveva vissuto per diversi decenni.

## Opere pubblicate

### Album
- Boule et Bill (sceneggiatura e disegno), Dupuis poi Dargaud, venticinque album, 1962-2001.
- Spirou et Tembo Tabou (scenografia), con Greg (sceneggiatura) e André Franquin (disegno), Dupuis, 1974. :
  - Spirou et les Hommes-bulles (scenografia), con André Franquin (sceneggiatura e disegno), Dupuis, 1964
  - Tembo Tabou (scenografia), con Greg (sceneggiatura) e André Franquin (disegno), Dupuis, 1974.
- La Ribambelle (disegno, a volte sceneggiatura), con Jidéhem (scenografie), Vicq, Maurice Tillieux e Yvan Delporte (sceneggiature), Dupuis, 6 album, 1965-1984.

### Collettivi
- Contes de Noël, Dupuis coll. "Les Meilleurs Récits du journal de Spirou", Marcinelle, 4º trimestre 1978 Sceneggiatura e disegni: collettivo, compreso Roba - Colori: collettivo[12]  Contiene: Les Cinq Petits Anges du paradis.
- Il était une fois... Les Belges[13], Le Lombard, Bruxelles, 1980 Scrittura e colori: collettivo - Disegni: collettivo, tra cui Roba L'album è accompagnato da una litografia firmata e numerata (150 copie).
- Les Amis de Buddy Longway[14], Le Lombard, serie "Phylactère", Bruxelles, aprile 1983 Sceneggiatura: collettivo, compreso Roba - Disegno e colori: collettivo[15]
- Catalogo immaginario[16], Dupuis, Marcinelle, 1985 Scrittura e colori: collettivo - Disegni: collettivo, tra cui Roba,  Fuori dagli scaffali. Edizione limitata a 1000 copie
- Rocky Luke - Banlieue West[17], SEDLI - Jacky Goupil, maggio 1985 Sceneggiatura: collettiva - Disegni: collettivi, compreso Roba - Colore: quadricromia[18]
- L'Oiseau de la paix[19], Association du livre de la paix, gennaio 1986 Scrittura e colori: collettivo - Disegni: collettivo, tra cui Roba,  40 autori si riuniscono per un album per la pace.
- Spécial animaux - 7 capolavori divertenti, commoventi e teneri, Dupuis coll. "Les Meilleurs Récits du journal de Spirou", Marcinelle, agosto 1986 Sceneggiatura e colori: collettivo - Disegno: collettivo, compreso Roba[20].
- Images du scoutisme - 50 ans de calendrier FSC[21], FSC, Bruxelles, 1991 Scrittura e colori: collettivo - Disegni: collettivo tra cui Jean Roba,  Prefazione: Stéphane Steeman. Partecipazione: aprile 1973, aprile; luglio; novembre 1974, giugno; settembre 1975, settembre 1976, 1986 (copertina), ottobre 1992 (ristampa aprile 1973).
- Rire c'est rire[22], F.I.R., 1995 Scrittura e colori: collettivo - Disegni: collettivo, tra cui Roba[23].
- L'Arbre des deux printemps, Le Lombard, Bruxelles, dicembre 2000. Sceneggiatura: Rudi Miel - Disegni: Will, Roba e rifiniti dai migliori rappresentanti del fumetto franco-belga - Colori: collettivo[24].
- Contes de Noël du journal Spirou 1955-1969, collezione Dupuis "Patrimoine", Marcinelle, 27 novembre 2020 Sceneggiatura e disegni: collettivo, compreso Roba - Colori: quadricromia[25]

### InSpirou
- Illustrazione di racconti e novelle, 1957-1958.
- Trois Oncle Paul (disegno), con Octave Joly (sceneggiatura), 1958.
- Circa trecento copertine, 1958-1959.
- Tiou le petit Sioux (sceneggiatura e disegno), 4 pagine, 1958.
- L'Île au boumptéryx (sceneggiatura e disegno), con André Franquin, Jidéhem e Marcel Denis (sceneggiatura e disegno), 1959.
- 978 gag, una storia da seguire (Globe-Trotters, 1981) e una mini-storia di Boule et Bill (sceneggiatura e disegno), 1959-1987. Ci sono anche 26 illustrazioni per l'Avis de Bill, storie scritte da Yvan Delporte e Robert Casterman dal 1967 al 1977
- Undici storie da La Ribambelle (disegni, a volte sceneggiature), con Jidéhem (scenografie), Vicq, Maurice Tillieux e Yvan Delporte (sceneggiature), 1962-1976.
- Spirou e Fantasio :
  - Les Petits Formats (scenografie), con Franquin (sceneggiatura e disegni), 1962-1963
  - Tembo Tabou (scenografie), con Greg (sceneggiatura) e Franquin (disegno), 1971.
- Les Frères Fratelli: Bandits d'honneur (disegno), con Yvan Delporte (sceneggiatura), 1965.
- Unlucky Luke Story ( lo sfortunato (disegno), con Maurice Tilleux (sceneggiatura), due pagine, 1967. (disegno), con Maurice Tilleux (sceneggiatura), due pagine, 1967.
- Un sapin pour le petit Hans (sceneggiatura e disegno), quattro pagine, 1969.
- Kakou, le petit pingouin jaune, sceneggiatura di Danièle Bourillon, Dupuis, 1969.
- Roba et son Bill (sceneggiatura e disegno), tre pagine, 1970.
- Tre scenari di Gaston Lagaffe per Franquin, 1971-1972.
- Pays à reconnaître (disegno), con Brouyère (sceneggiatura), due pagine, 1972.
- Le Boumptéryx, dodici pagine sotto il nome collettivo di Ley Kip, 1973.
- La Naissance d'un fantôme (sceneggiatura e disegno), cinque pagine, 1979..

### In altre riviste
- Les Frères Fratelli, in Bonux Boy[26] n. 7, 1960.
- 11 gag di Pomme in Record[26], 1962-1965.
- Due sceneggiature di Idées noires, con André Franquin (disegno), in Fluide glacial[26], 1979 e 1981
- Diverse gag di Boule et Bill sono state pubblicate in Pif Le Mag dal 2022 al 2023[27], in Pif Gadget[27] dal 1986 al 1992 e due in Pilote[28] nel 1988.

## Premi e riconoscimenti

### Riconoscimenti
- 1992;  Chevalier de l'ordre des Arts et des Lettres.[29]

### Premi
- 1971:   Prix Saint-Michel per il miglior fumetto, per il suo corpus di opere[30];
- 1978:  Premio del festival di Angoulême per la migliore opera comica straniera per Ras le Bill[31];
- 1981:  Alfred Enfant al Festival di Angoulême per Bill est maboul[31];
- 1993:  Premio Honoris causa[29];
- 1995:  Prix 110 d'or[32] assegnato dal festival Bédéciné di Illzach per la sua opera;
- 1996:  Premio Géant de la BD assegnato dalla Camera belga degli esperti di fumetti22[33] per Boule et Bill, La Ribambelle;
- 2003:  Premio Albert-Uderzo alla carriera (Sanglier d'or)[34];
- 2004:  Premio Albert-Chartier alla carriera[29]

### Libri
- Martine de Man et Jean-François Malherbe, Un ghetto exemplaire. Analyse socioculturelle d'une bande dessinée (Boule et Bill), CTL, 1977.
- Hugues Dayez, Le duel Tintin - Spirou, Bruxelles, Tournesol Conseils SPRL - Éditions Luc Pire, 1997, 255 p.
- Philippe Cauvin (dir.) et Jean Roba (interviewé) (préf. Albert Uderzo), Roba, Toth, aprile 2005.
- Roba : Illustrateur, Bruxelles/Paris, Dargaud, novembre 2009, 119 p.
- Patrick Gaumer, « Roba, Jean », dans Dictionnaire mondial de la BD, Paris, Larousse, 2010, 953 p., ill; 27 cm
- François Ayrolles, «Rosy et Roba fabriquent une fausse page», dans Moments clés du journal de Spirou 1937-1985, Marcinelle, Dupuis, coll. «Patrimoine», 2 mars 2018, 312 p., ill.; 20,8 cm, p. 185-186. Périodiques.

### Periodici
- Jean Roba (interviewé par ADW), «Les têtes de série: Roba: une star à visage humain», La Lettre de Dargaud, Dargaud, no 27, janvier - février 1996, p. 14-15
- Jean Roba (interviewé par Guy Vidal), «Les têtes de séries: Boule et Bill en famille...», La Lettre - L'officiel de la bande dessinée, Dargaud, no 35, mai - juin 1997, p. 20-21.
- Jean Roba (interviewé par Philippe Ostermann), «Les invités: Paroles de Roba», La Lettre - L'officiel de la bande dessinée, Dargaud, no 61, septembre - octobre 2001, p. 39.
- Roba (int. par Jean-Pierre Fuéri), «Chapeau bas Monsieur Roba !», BoDoï, no 47, décembre 2001, p. 57-62.

### Articoli
- Roba e Laurent Verron (intervistati), "Roba et Verron: à propos de Boule & Bill", BDZoom, 18 settembre 2003
- editore istituzionale, "Boule et Bill perdent leur maître", Libération, 15 giugno 2006 (leggi.
- Olivier Delcroix, "Disparition: Jean Roba, le papa de Boule et Bill", Le Figaro, 17 giugno 2006.
- Gilles Ratier, "Du Roba inconnu...", BDZoom, 26 luglio 2016.